# Guagua
Guagua – miasto na Filipinach w regionie Luzon Środkowy, na wyspie Luzon. W 2010 roku liczyło 111 199 mieszkańców.
W mieście rozwinął się przemysł spożywczy.